# Окренґлиця (Лодзинське воєводство)
Окренґлиця (пол. Okręglica) — село в Польщі, у гміні Серадз Серадзького повіту Лодзинського воєводства.
Населення — 128 осіб (2011).
У 1975-1998 роках село належало до Серадзького воєводства.

## Демографія
Демографічна структура станом на 31 березня 2011 року:
|          | Загалом | Допрацездатний вік | Працездатний вік | Постпрацездатний вік |
| -------- | ------- | ------------------ | ---------------- | -------------------- |
| Чоловіки | 69      | 17                 | 43               | 9                    |
| Жінки    | 59      | 7                  | 38               | 14                   |
| Разом    | 128     | 24                 | 81               | 23                   |